# Río Chaquina
El río Chaquina es un curso natural de agua que nace a 4184 m s. n. m. en el cerro Saitoco. Su caudal es escaso y tiene una suave pendiente.: 118  Desemboca en el río Collacagua, que lleva sus aguas hacia el sur hasta casi el salar de Huasco.

## Trayecto
La quebrada nace en el cerro Saitoco con dirección General sur con muy escaso caudal y suave pendiente. corre hacia el sur y se vacía en la margen E de la parte superior del río Collacagua, de las lagunas de Huasco.
Véase también el mapa de la zona publicado en 1954 en escala 1:250000 por el Instituto Geográfico Militar (Chile).

## Caudal y régimen
El río Chaquina tiene caudal muy escaso y una suave pendiente.

## Historia
Luis Risopatrón lo describe en su Diccionario Jeográfico de Chile (1924) cómo una quebrada:: 671 
Chaquina (Quebrada de). Honda, tiene vertientes de agua de 9 i 10 °C de temperatura en la parte superior i otra pequeña con 11,5 °C de temperatura en la parte inferior, corre hacia el SE i se junta con la de Piga, para formar la de Coyacagua. 134; 156; i 168, p. 15 i 53.